# Мартін Маринчин
Мартін Маринчин (словац. Martin Marinčin, нар. 18 лютого 1992, Кошиці) — словацький хокеїст, захисник клубу НХЛ «Торонто Мейпл-Ліфс». Гравець збірної команди Словаччини.

## Ігрова кар'єра
На клубному рівні
Хокейну кар'єру розпочав на батьківщині 2006 року виступами за команду «Кошиці».
2010 року був обраний на драфті НХЛ під 46-м загальним номером командою «Едмонтон Ойлерс». 25 квітня 2011 уклав трирічний контракт з «нафтовиками». Дебютував у складі едмонтонців 5 грудня 2013 року в матчі проти «Колорадо Аваланч».
27 червня 2015, Маринчин перейшов за обміном до «Торонто Мейпл-Ліфс». Мартін чимало часу провів у складі фарм-клубу «Торонто Марліс», з якого його викликали в разі травмування основних гравців «Мейпл-Ліфс», зокрема так сталось 17 грудня 2017, коли він замінив у складі «кленових» травмованого росіянина Микиту Зайцева 5 січня 2018 словака повернули до фарм-клубу..
29 червня 2019, уклав однорічний контракт із «кленовими» на суму $700 000.
10 січня 2020, Маринчин погодився продовжити ще на один рік контракт із «кленовими».
На рівні збірних
Був гравцем молодіжної збірної Словаччини, у складі якої брав участь у 26 іграх. З 2014 гравець національної збірної Словаччини.

## Статистика

### Клубні виступи
| 2006–07      | «Кошиці» U18           | SVK U18      | 16  | 0  | 3  | 3  | 6  | —  | — | — | — | — |
| 2007–08      | «Кошиці» U18           | SVK U18      | 60  | 3  | 29 | 32 | 36 | —  | — | — | — | — |
| 2008–09      | «Кошиці» U18           | SVK U18      | 5   | 4  | 4  | 8  | 35 | —  | — | — | — | — |
| 2008–09      | «Кошиці» U20           | SVK U20      | 49  | 11 | 15 | 26 | 50 | —  | — | — | — | — |
| 2009–10      | ХК Оранж 20            | SVK          | 35  | 2  | 4  | 6  | 71 | —  | — | — | — | — |
| 2010–11      | «Принс-Джордж Кугарс»  | ЗХЛ          | 67  | 14 | 42 | 56 | 65 | 4  | 1 | 4 | 5 | 6 |
| 2010–11      | «Оклахома Сіті Беронс» | АХЛ          | 1   | 0  | 0  | 0  | 2  | —  | — | — | — | — |
| 2011–12      | «Принс-Джордж Кугарс»  | ЗХЛ          | 30  | 4  | 13 | 17 | 25 | —  | — | — | — | — |
| 2011–12      | «Реджайна Петс»        | ЗХЛ          | 28  | 7  | 16 | 23 | 10 | 5  | 2 | 0 | 2 | 6 |
| 2011–12      | «Оклахома Сіті Беронс» | АХЛ          | 6   | 0  | 1  | 1  | 2  | —  | — | — | — | — |
| 2012–13      | «Оклахома Сіті Беронс» | АХЛ          | 69  | 7  | 23 | 30 | 40 | 17 | 1 | 6 | 7 | 2 |
| 2013–14      | «Оклахома Сіті Беронс» | АХЛ          | 24  | 3  | 4  | 7  | 4  | —  | — | — | — | — |
| 2013–14      | «Едмонтон Ойлерс»      | НХЛ          | 44  | 0  | 6  | 6  | 16 | —  | — | — | — | — |
| 2014–15      | «Оклахома Сіті Беронс» | АХЛ          | 28  | 0  | 7  | 7  | 20 | 8  | 0 | 2 | 2 | 6 |
| 2014–15      | «Едмонтон Ойлерс»      | НХЛ          | 41  | 1  | 4  | 5  | 16 | —  | — | — | — | — |
| 2015–16      | «Торонто Мейпл-Ліфс»   | НХЛ          | 65  | 1  | 6  | 7  | 34 | —  | — | — | — | — |
| 2016–17      | «Торонто Мейпл-Ліфс»   | НХЛ          | 25  | 1  | 6  | 7  | 16 | 6  | 0 | 0 | 0 | 2 |
| 2017–18      | «Торонто Мейпл-Ліфс»   | НХЛ          | 2   | 0  | 0  | 0  | 2  | —  | — | — | — | — |
| 2017–18      | «Торонто Марліс»       | АХЛ          | 52  | 4  | 16 | 20 | 18 | 20 | 1 | 6 | 7 | 6 |
| 2018–19      | «Торонто Мейпл-Ліфс»   | НХЛ          | 24  | 1  | 4  | 5  | 12 | —  | — | — | — | — |
| 2018–19      | «Торонто Марліс»       | АХЛ          | 8   | 1  | 3  | 4  | 0  | —  | — | — | — | — |
| Усього в НХЛ | Усього в НХЛ           | Усього в НХЛ | 201 | 4  | 26 | 30 | 96 | 6  | 0 | 0 | 0 | 2 |

### Збірна
| Рік                | Команда            | Турнір             | Місце              | І  | Г | П | О  | ШХ |
| ------------------ | ------------------ | ------------------ | ------------------ | -- | - | - | -- | -- |
| 2009               | Словаччина         | ЮЧС18              | 7-е                | 6  | 0 | 1 | 1  | 4  |
| 2010               | Словаччина         | ЮЧС18              | 8-е                | 6  | 2 | 1 | 3  | 8  |
| 2010               | Словаччина         | МЧС                | 8-е                | 6  | 0 | 2 | 2  | 6  |
| 2011               | Словаччина         | МЧС                | 8-е                | 2  | 0 | 0 | 0  | 27 |
| 2012               | Словаччина         | МЧС                | 6-е                | 6  | 1 | 2 | 3  | 2  |
| 2014               | Словаччина         | ОІ                 | 11-е               | 4  | 0 | 0 | 0  | 4  |
| 2014               | Словаччина         | ЧС                 | 9-е                | 7  | 1 | 1 | 2  | 12 |
| 2016               | Словаччина         | ЧС                 | 9-е                | 7  | 0 | 2 | 2  | 4  |
| 2019               | Словаччина         | ЧС                 | 9-е                | 7  | 3 | 4 | 7  | 0  |
| Молодіжна збірна   | Молодіжна збірна   | Молодіжна збірна   | Молодіжна збірна   | 26 | 3 | 6 | 9  | 53 |
| Національна збірна | Національна збірна | Національна збірна | Національна збірна | 25 | 4 | 7 | 11 | 20 |